# 阿赫利阿拉伯医院
阿赫利阿拉伯医院（阿拉伯语：‎）是加沙城的一家医院。医院总部位于加沙城南部的Al-Zaytoun社区，由聖公會耶路撒冷教區管理。它成立於1882年，是該市最古老的醫院之一。

## 歷史
该医院由英國聖公會的英國海外傳道會成立于1882年，1954年至1982年由美南浸信會的醫療傳道會管理，故又名阿赫利阿拉伯浸信會医院(阿拉伯语：‎)。聖公會耶路撒冷教區自1980年管理至今。該醫院是该市最古老的医院之一，受到國際慈善組織如擁抱中東等的支持。

### 2023年以色列—哈馬斯戰爭

#### 火箭攻擊癌症治療中心
據英國聖公會新聞社報道，東歐夏令时间(EEST)時間2023年10月14日，晚上7點30分，該醫院的癌症診斷治療中心被火箭損壞，導致4名醫院工作人員受傷，樓上兩層樓嚴重受損，其中乳房X光檢查科和超聲波科受影響最嚴重。

#### 爆炸
2023年10月17日，阿赫利阿拉伯医院在以色列—哈馬斯戰爭期间遇炸，据加沙卫生部称事發時院內有數以百計傷者，以及大批到醫院避難的民眾，至少500人死亡。如果属实，将是自2008年以来加沙和以色列战争中伤亡人数最多的单一事件。哈马斯政府及以色列政府互相指摘是對方所為，哈方稱是以軍空襲炸中醫院，以方則稱是「巴勒斯坦伊斯兰圣战运动」（即傑哈德，是哈马斯的合作者）的火箭誤中醫院。